# Laura Dotto
Laura Dotto (Paese, 17 marzo 1999) è un'atleta paralimpica italiana, specializzata nel mezzofondo.

## Record nazionali
- 800 m II1: 2'31"63 ( Bydgoszcz, 12 giugno 2021)
- 800 m indoor II1: 2'31"99 ( Ancona, 23 gennaio 2021)
- 1500 m II1: 5'08"16 ( Concesio, 3 luglio 2021)
- 1500 m indoor II1: 5'10"11 ( Padova, 7 febbraio 2021)
- Tiro del giavellotto II1: 23,60 m ( Macerata, 13 giugno 2015)